# Mars 1969

## Évènements
- 1er mars : Grand Prix automobile d'Afrique du Sud.

- 2 mars, France : premier vol du Concorde.

- 3 mars : incidents de frontière sur l'Oussouri entre la Chine et l'URSS.

- 7 mars, Canada : Pierre-Paul Geoffroy plaide coupable à des charges reliés à 31 bombes du Front de libération du Québec.

- 11 mars : Rafael Caldera, démocrate-chrétien, arrive au pouvoir au Venezuela (fin en 1974).

- 17 mars : Golda Meir devient premier ministre d'Israël à la suite de la mort de Levi Eshkol.

- 18 mars : les États-Unis, avec l'appui non formel de Norodom Sihanouk, attaquent les bases communistes vietnamiennes installées à l'intérieur des frontières du Cambodge.  Début des opérations de bombardement "menus".

- 22 mars, France : le gouvernement décide de limiter à 110 km/h la vitesse sur 1 600 km de routes nationales, à titre expérimental.

- 25 mars : le général Muhammad Yahya Khan devient président du Pakistan (fin en 1971).
- 28 mars, Canada : manifestation McGill français : de 6 000 à 12 000 personnes manifestent devant l’Université McGill.

## Naissances
- 2 mars : Pierre Ménard, écrivain français.
- 5 mars : MC Solaar, chanteur de rap français.
- 9 mars : Mahmoud Abdul-Rauf, basketteur américain.
- 10 mars : Paget Brewster, actrice américaine
- 12 mars : Graham Coxon, guitariste anglais du groupe Blur.
- 15 mars : Kim Raver, actrice et productrice américaine.
- 20 mars : Joseph Djogbenou, avocat béninois.
- 26 mars : Appollo, auteur de bande dessinée français.
- 27 mars : Pauley Perrette, actrice américaine.
- 29 mars : Nicolas Florian,  homme politique français († 26 janvier 2025).
- 31 mars : Maritoni Fernandez, actrice philippine.

## Décès
- 12 mars : André Salmon, écrivain français.
- 18 mars : John Bracken, premier ministre du Manitoba.
- 23 mars : Arthur Lismer, artiste.
- 26 mars : John Kennedy Toole, écrivain américain.
- 28 mars : Dwight Eisenhower, militaire et 34e président des États-Unis (° 14 octobre 1890).